# Darek
Darek is een bestuurslaag in het regentschap Centraal-Lombok van de provincie West-Nusa Tenggara, Indonesië. Darek telt 7368 inwoners (volkstelling 2010).